# Mariah Carey (album)
A Mariah Carey Mariah Carey amerikai énekesnő első albuma, mely 1990. június 12-én jelent meg, az Amerikai Egyesült Államokban. Az albumnak négy dala került a Billboard Hot 100 slágerlista élére, maga az album tizenegy hétig állt a Billboard 200 eladási listáján.

## Felvétel
Miután Carey aláírta lemezszerződését, ő és dalszerzőpartnere, Ben Margulies izgatottan várták, hogy profi stúdióban is felvehessék korábban írt dalaikat. Az albumra kerülő dalok közül öt A 11-ből 5 dalt (Someday, Vanishing, All in Your Mind, Alone in Love, Prisoner) már azon a demófelvételen is szerepelt, melynek hallatán Tommy Mottola, a Sony/Columbia igazgatója lemezszerződést kötött Careyvel. Mivel azonban Mottola és a Sony többi vezetője látta, hogy Careynek nagy esélye van arra, hogy szupersztárrá válhasson, nem engedtek teljesen szabad kezet neki és Marguliesnek; az általuk felvett demókat túl R&B-stílusúnak találták, és olyan albumot akartak felvenni Mariah-val, ami tetszik a popot és az R&B-t kedvelő közönségnek is – hasonlót Whitney Houston 1985-ben megjelent Whitney Houston című debütáló albumához (a hasonlóság miatt később több kritikus támadta Careyt).
A Columbia a legjobb producereket – köztük Rhett Lawrence-t, Ric Wake-et és Narada Michael Waldent – kérte fel a Carey és Margulies által írt dalok producerének, valamint társszerzőnek az új dalokhoz. A Carey és Margulies által írt közel húsz dalból csak hat került fel az albumra (később még egynek engedték, hogy rákerüljön).
Mikor kiválasztották és felvették az albumra kerülő tíz dalt, és megkezdődött a lemezek gyártása, Carey egy promóciós körútja alkalmával előadott egy új dalt, a Love Takes Time-ot, amit Marguliesszel közösen írt, és a következő albumára szánt. A Sony embereinek annyira tetszett a dal, hogy rábeszélték Mariah-t, kerüljön rá ez is a még munkálatok alatt lévő albumra. Walter Afanasieff producernek csak pár napja maradt, hogy elkészítse a dal végleges változatát.
Ausztráliában egy ritka, 2 CD-s változata is megjelent az albumnak. Az öt számos bónuszlemezen Carey előadásában hallható egy korábban Aretha Franklin által is előadott Ben E. King-dal, a Don't Play That Song, valamint exkluzív interjú, és az album egyes számainak, többek közt a Vanishingnek koncertfelvételei.

## Fogadtatása
Az album megjelenése előtt Mariah előadta három dalát (Richard Tee zongorakíséretével) egy kizárólag meghívottak számára rendezett esten, megjelent a The Arsenio Hall Showban, és elénekelte az America the Beautifult a NBA kosárlabdadöntőjének szünetében. Felkérték koncertkörútra is, de Mariah túl félénk volt ahhoz, hogy nagy tömeg előtt énekeljen.
A Mariah Carey album a 80. helyen debütált a Billboard 200 slágerlistán, és a 4. héten került fel a top 20-ba. A 43. héten került az első helyre, ahol 11 további héten át maradt – ez mindeddig a leghosszabb Carey karrierjében. 65 hétig maradt a top 20-ban és 113 hétig a Billboard 200-on; 1999. december 15-éig kilencszeres platinalemez lett. A mai napig ez az Egyesült Államok egyik leginkább keresett debütálóalbuma. 2006 márciusára több mint nyolcmilliót adtak el belőle az Államokban. Az Egyesült Államokon kívül Kanadában érte el a legnagyobb sikert, ahol egy hétig állt az eladási lista élén és hétszeres platinalemez lett. Az Egyesült Királyságban és Ausztráliában is bekerült a top 10-be; előbbiben 36 hetet töltött a legsikeresebb 75 album közt, utóbbiban ötszörös platinalemez lett. 2005. november-ig az albumból világszerte kb. 17 milliót adtak el.
Az albumról megjelent kislemezek az Egyesült Államokban nagy sikert arattak, a Vision of Love 4, a Love Takes Time 3, a Someday és az I Don’t Wanna Cry 2 hétig állt a Billboard Hot 100 első helyén, ezzel a The Jackson 5-val holtversenyben Mariah Carey az egyetlen, akinek első négy kislemeze az első helyre került az Egyesült Államokban. Máshol korántsem volt ilyen kedvező a dalok fogadtatása: a Vision of Love ugyan a slágerlisták élére került Kanadában, Brazíliában és Új-Zélandon, a Love Takes Time első helyre, a Someday a top 5-be, az I Don't Wanna Cry pedig a top 10-be került Kanadában, akkora sikereket azonban sehol nem ért el, mint az USA-ban.
Az ötödik kislemez, a There’s Got to Be A Way, ami csak egyes európai országokban jelent meg, szintén nem aratott sikert. Az Egyesült Államokban a Prisonert szánták ötödik kislemeznek, de nem jelent meg, ehelyett a következő albumra, az Emotionsra összpontosítottak.
Az albumot 1991-ben jelölték az év albuma Grammy-díjra, a Vision of Love-ot az év dala, az év felvétele és a legjobb női előadó által énekelt dal kategóriában, melyek közül ez utóbbit, valamint az év felfedezettje díjat Mariah kapta meg. (Az album egyébként, miután hónapokig tartott felfelé a Billboard-listán, épp tíz nappal a Grammy-díjkiosztó után jutott fel az első helyre.)
Maga Mariah úgy érzi első albumábval kapcsolatban, hogy kiadója és producerei nem bíztak benne, túl sok mindenben kivették az irányítást a kezéből, és ő a legtöbb dalt túlhangszereltnek, túlzottan effektusokkal telinek találja. Az albumról kedvenc számai a Sent From Up Above, valamint a Vanishing – ez utübbi az egyetlen, melynek ő volt a producere is, és melynek egyszerű hangzásával elégedett; úgy tartja, ez áll a legközelebb az elképzeléséhez.

## Dalok
| #                                     | Cím                         | Szerzők                      | Hossz |
| ------------------------------------- | --------------------------- | ---------------------------- | ----- |
| 1.                                    | Vision of Love              | Carey, Ben Margulies         | 3:30  |
| 2.                                    | There’s Got to Be a Way     | Carey, Ric Wake              | 4:53  |
| 3.                                    | I Don’t Wanna Cry           | Carey, Narada Michael Walden | 4:48  |
| 4.                                    | Someday                     | Carey, Margulies             | 4:08  |
| 5.                                    | Vanishing                   | Carey, Margulies             | 4:12  |
| 6.                                    | All in Your Mind            | Carey, Margulies             | 4:45  |
| 7.                                    | Alone in Love               | Carey, Margulies             | 4:12  |
| 8.                                    | You Need Me                 | Carey, Rhett Lawrence        | 3:51  |
| 9.                                    | Sent from up Above          | Carey, Lawrence              | 4:04  |
| 10.                                   | Prisoner                    | Carey, Margulies             | 4:24  |
| 11.                                   | Love Takes Time             | Carey, Margulies             | 3:49  |
| Ausztrál 2 CD-s változat bónuszlemeze |                             |                              |       |
| 1.                                    | Mariah Carey Profile        |                              |       |
| 2.-11.                                | Interview Responses         |                              |       |
| 12.                                   | Vanishing (Live)            |                              |       |
| 13.                                   | Don’t Play That Song (Live) |                              |       |

## Kislemezek
- Vision of Love (1990)
- Love Takes Time (1990)
- Someday (1990)
- I Don’t Wanna Cry (1991)
- There’s Got to Be a Way (1991)

## Slágerlistás helyezések
| Ország         | Legfelső helyezés |
| -------------- | ----------------- |
| Ausztrália     | 6                 |
| Hollandia      | 5                 |
| Japán          | 13                |
| Kanada         | 1 (1 hétig)       |
| Magyarország   | 35                |
| Nagy-Britannia | 6                 |
| Németország    | 24                |
| Olaszország    | 24                |
| Svédország     | 8                 |
| Új-Zéland      | 4                 |
| USA            | 1 (11 hétig)      |